# Hugo VIII de Lusinhão
Hugo VIII o Velho de Lusinhão ou Hugo III de La Marche ou Hugo VIII le Vieux de Lusinhão era o filho mais velho de Hugo VII e de Sarrasine ou Saracena de Lezay. Tornou-se Senhor de Lusinhão, Couhé, Château-Larcher e Conde de La Marche após a morte de seu pai em 1151. Nasceu em Poitou, em 1106-1110 ou após 1125, falecendo na Terra Santa em 1165 ou 1171.
Casou-se em 1140 ou 1141 com Borgonha ou Borgonha de Rancon, Dama de Fontenay, filha de Godofredo de Rancon, Senhor de Taileburgo e esposa Fossefie, Dama de Moncontour, de quem se tornou igualmente Senhor de Fontenay. Ela faleceria a 11 de Abril de 1169. Em 1163 ou 1164 foi peregrino e partiu em cruzada para a Terra Santa, participando na Batalha de Harim, onde foi capturado e feito prisioneiro.
Teve vários filhos:
- Hugo de Lusinhão, Co-Senhor de Lusinhão em 1164 (c. 1141 - 1169), casou antes de 1162 com Orengarde N, que morreu em 1169, deixando um filho (Hugo)que se tornaria Hugo IX de Lusinhão, e outro filho (Raul) que se tornaria Raul I de Lusinhão;
- Roberto de Lusinhão, que morreu jovem, cerca de 1150;
- Godofredo I de Lusinhão (nasc. c. de 1150 - m. Maio de 1224), Senhor de Moncontour e Senhor de Soubise, Senhor de Vouvent, de Mervent por primeiro casamento, Conde de Jafa e Ascalão a 28 de Julho de 1191; lutou na Tomada de Acre;
- Pedro de Lusinhão (nasc. antes de 1155 - m. após Dezembro de 1174). Faleceu provavelmente enquanto padre da igreja;
- Emérico do Chipre;
- Guido de Lusinhão;
- Guilherme de Lusinhão ou de Valença;